# O początku świata
O początku świata – gnostycki utwór z Nag Hammadi (NHC II,5). Sam tekst nie ma tytułu, dlatego też jest niekiedy nazywany Pismem bez tytułu. Treścią jest opis początku świata i ludzkości ukazany z pozycji gnostyckich. Układ jest analogiczny do pierwszych rozdziałów Księgi Rodzaju. W tekście dają się zauważyć zbieżności z Adversus haereses I,3 św. Ireneusza.